# جيانغ هونغ
جيانغ هونغ (بالصينية: 江洪) (19 يونيو 1967 بشانغهاي في الصين - ) هو لاعب كرة قدم صيني في مركز حراسة المرمى. شارك مع منتخب الصين لكرة القدم. أما مع النوادي، فقد لعب مع كينغداو جونون ونادي شنجن وBayi Football Team ‏ وHarbin Guoli F.C. ‏.